# Georg Emanuel Opiz

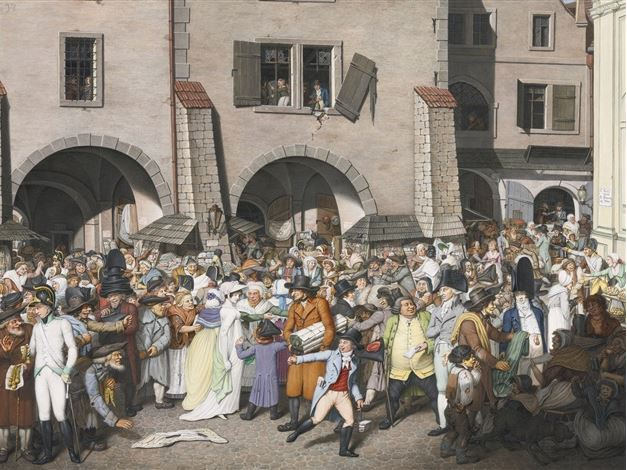
Georg Emanuel Opiz: Pražské tržiště (1804)

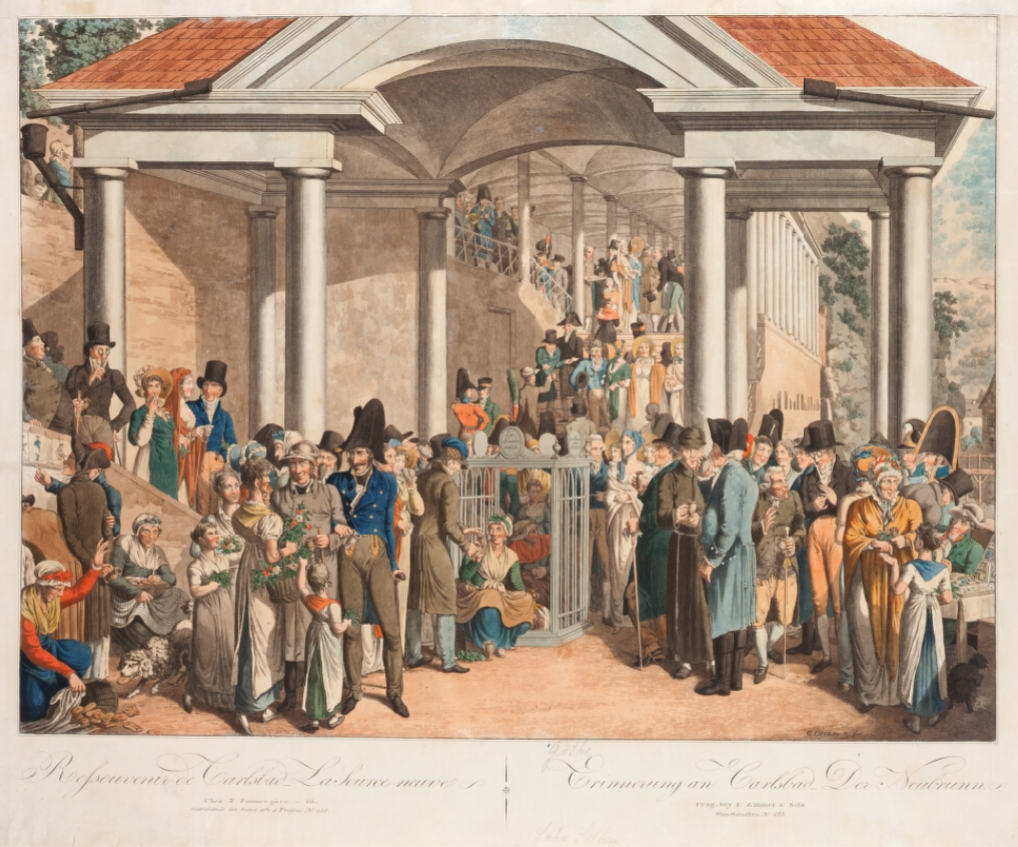
Georg Emanuel Opiz: Pohled na Nový pramen v Karlových Varech (1812, v majetku NG Praha)

Georg Emanuel Opiz (Opitz), česky psán též Jiří Emanuel Opitz (4. dubna 1775 Praha – 12. června 1841 Lipsko) byl německý malíř a spisovatel, původem z Prahy. Literární díla podepisoval pseudonymem Bohemus.

## Život

### Rodina
Otec Jiřího Emanuela Opize, Johann Ferdinand Opiz (1741–1812) patřil mezi osvícence. Na studiích v jezuitské koleji byl jeho spolužákem pozdější profesor matematiky (známý též z Jiráskova F. L. Věka) Stanislav Vydra. Po studiu práv, stal sekretářem knížete Karla Egona Fürstenberka; v roce 1775 se stal finančním úředníkem v Čáslavi. dopisoval si s významnými osobnostmi své doby jako Giacomo Casanova, Josef Dobrovský a další. Je autorem tzv. válečné hry simulující taktiku i strategii války. Opiz do své válečné hry poprvé vložil prvky statistiky a pravděpodobnosti, když v ní zavedl házení kostkami.
Bratr Jiřího Emanuela, Philipp Maximilian Opiz (1787–1858) byl významný český botanik.

### Mládí a studia
V roce 1789 vystudoval pražské Akademické gymnázium a pokračoval do roku 1793 na pražské právnické fakultě. Absolvoval základní studium (bez udělení akademického titulu). V Praze zahájil studium malby u Franze Karla Wolfa (1764–1836). V roce 1793 odešel do Drážďan, aby se jako malíř zdokonalil.

### Studijní cesty
V Drážďanech studoval na akademii umění u Giovanni Battisty Casanovy (1730–1795). V roce 1795 odcestoval do Karlových Varů, kde se živil jako malíř bohatých lázeňských hostů. Po návštěvách Hamburku a Brém žil v letech 1801–1803 ve Vídni. Zde vytvořil lepty ze života tereziánské Vídně Szenen aus dem Volks- und Straßenleben des francisceischen Wien, kterými se proslavil jako žánrový malíř.

### Pobyt v Lipsku a Paříži
V roce 1805 se usadil se svou ženou v Lipsku, kde se převážně živil malbou portrétních miniatur. Po Napoleonově porážce odešel v roce 1814 do Paříže, kde setrval nejpozději do roku 1817 a vrátil se do Lipska. V roce 1819 vyšlo v Drážďanech jeho 24 leptů se scénami ze života v Paříži.
Je možné, že ve 20. letech 19. století pobýval v Rusku a v Turecku, protože jeho akvarely s těmito tématy vypadají autenticky.
Po roce 1820 se Opiz stal profesorem na lipské akademii umění. Během této doby vytvořil Lipské veletržní scény, které vyšly tiskem kolem roku 1825.

## Dílo

### Malířství a grafika
Náměty Opizových maleb a grafik jsou z míst jeho pobytů, jako z Prahy, Vídně, Lipska a Paříže. Další jsou náměty z exotických prostředí, zejména Ruska a Turecka.
Opizovými uměleckými vzory byli William Hogarth (bez toho, že by Opiz převzal jeho sociálně kritické rysy) a Daniel Chodowiecki.

### Knižní vydání
Opizovy knihy vydáné v němčině pod pseudonymem Bohemus mají převážně vztah k Čechám:
- Milada von Lichtenburg (historické vyprávění z 13. století ve dvou dílech; Lipsko, Carl Focke, 1829)
- Der Verwiesene (vyprávění z Čech v dobách třicetileté války ve třech dílech; Lipsko, Carl Focke, 1829)[2]
- Carlsbad und Teplitz (Karlovy Vary a Teplice, historická romantická vyprávění ve třech dílech; Lipsko, Carl Focke, 1830)[3]
- Swatana von Engelhaus, oder die Entdeckung der Heilquelle von Carlsbad (historické vyprávění o objevu karlovarského pramene ve dvou dílech; Lipsko, Carl Focke, 1830)
- Die Burgruinen Böhmens (Zříceniny českých hradů, řada historických romantických vyprávění ve dvou dílech; Lipsko, W. Nauck, 1831 a 1832)

## Galerie

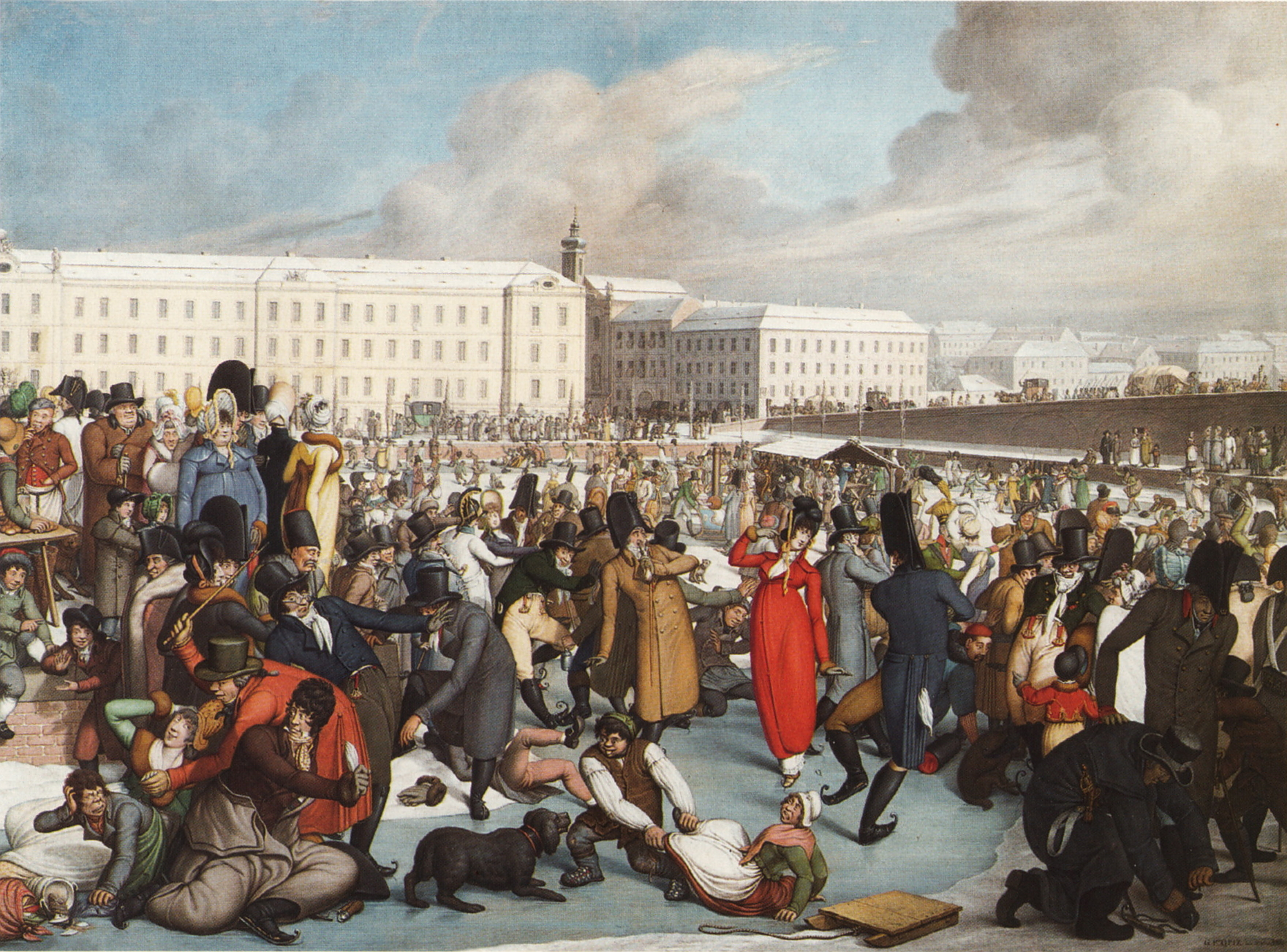
Kluziště u vídeňské brány Stubentor (1805)
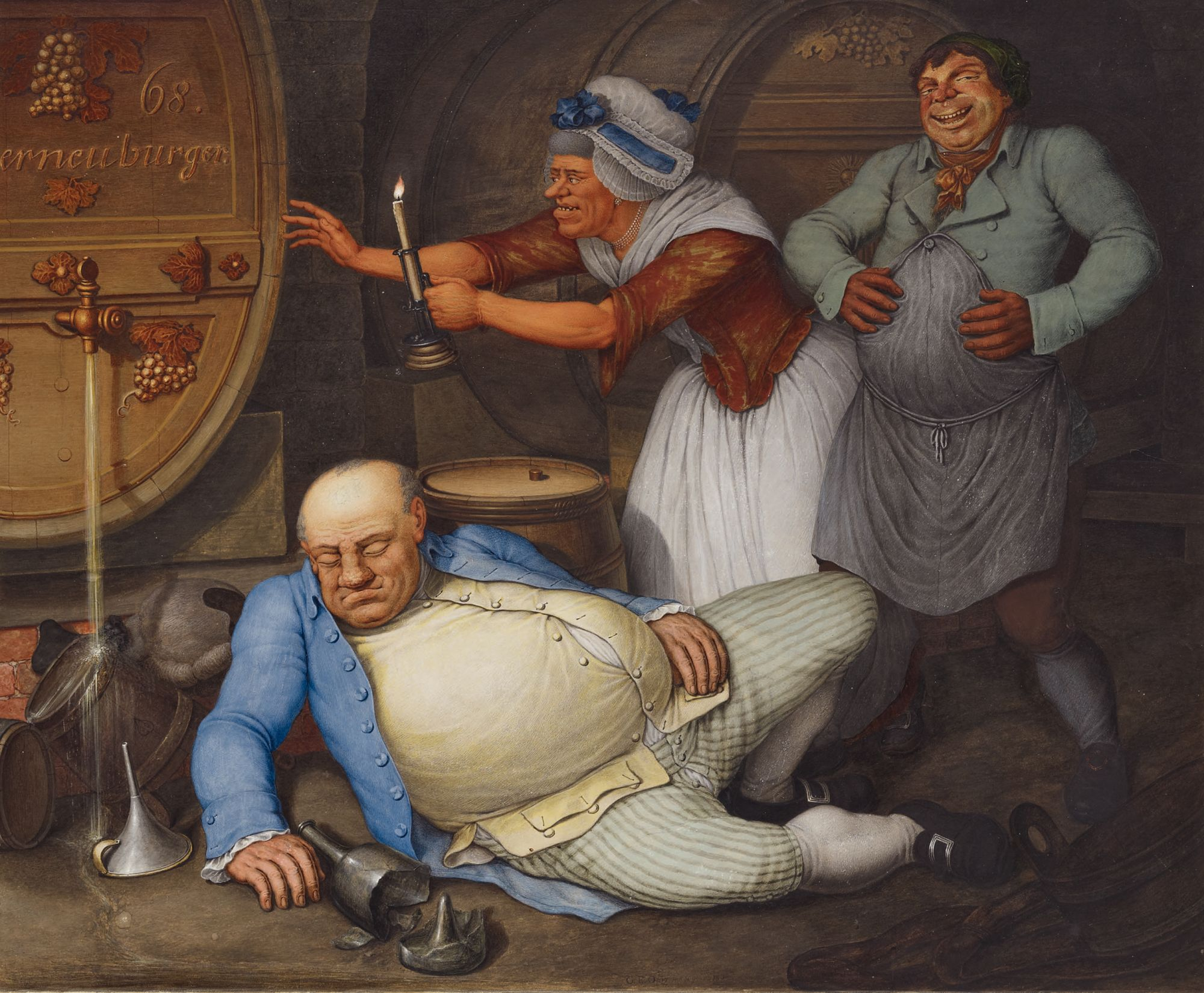
Opilec (Der Säufer, 1804)
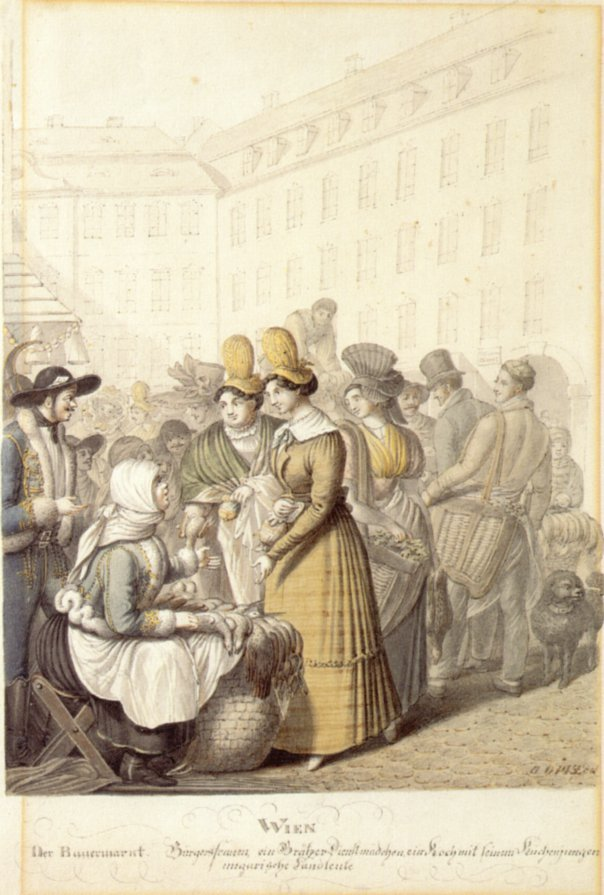
Vídeňský trh (Der Bauernmarkt, asi 1825/1830)
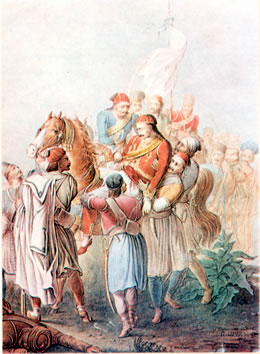
Smrt Markose Botsarise
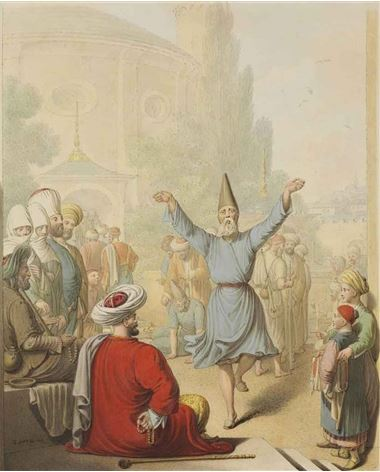
Turecký tanečník na náměstí (okolo 1820)

## Zajímavost
Český vlastenecky orientovaný tisk ještě počátkem 20. století počeštil Opizovo křestní jméno Georg na Jiří a zařadil ho mezi české umělce, i když jeho češství bylo zjevně zemské, nikoliv národnostní.